# بی‌قرار (فیلم ۱۳۷۳)
بی‌قرار فیلمی ایرانی به کارگردانی مجید قاری‌زاده و نویسندگی بهروز خلجی و فریبا طایفه حسینی ساختهٔ سال ۱۳۷۳ است.

## بازیگران
- ابوالفضل پورعرب
- مرجانه دلدارگلچین
- عبدالرضا آشتیانی
- وحید شیخ‌زاده
- نگین صدق‌گویا
- جمشید مشایخی